# Liste des récompenses de la Coupe des confédérations
Outre la Coupe des confédérations elle-même, la FIFA décerne des trophées officiels à la fin des phases finales de la Coupe des confédérations récompensant joueurs et équipes qui se sont distingués par rapport aux autres dans différents aspects du jeu.
Actuellement il y a quatre trophées officiels qui sont décernés : 
- Le Soulier d'or (commercialement appelé Soulier d'or Adidas) a été décerné pour la première fois à la Coupe des confédérations 1997 pour le meilleur buteur ;
- Le Ballon d'or (commercialement appelé Ballon d'or Adidas) pour le meilleur joueur de la Coupe des confédérations (décerné pour la première fois pour la Coupe des confédérations 1997) ;
- Le Gant d'or (commercialement appelé Gant d'or Adidas) pour le meilleur gardien de but (premier décernement pour la Coupe des confédérations 2009) ;
- Le Trophée du Fair-Play de la FIFA pour l'équipe qui fait preuve du plus bel esprit sportif et du meilleur comportement, sur le terrain comme en dehors (premier décernement pour la Coupe des confédérations 1997) ;

## Récompenses actuelles

### Soulier d'or
Le meilleur buteur du tournoi est distingué depuis la Coupe des confédérations 1992. À partir de 1997, le meilleur buteur est récompensé par le trophée du Soulier d'or.
| Coupe du Roi Fahd    | Meilleur buteur                | Buts |
| -------------------- | ------------------------------ | ---- |
| Arabie saoudite 1992 | Gabriel Batistuta Bruce Murray | 2    |
| Arabie saoudite 1995 | Luis García                    | 3    |

Le soulier d'or désigne le meilleur buteur de la coupe des confédérations. Le soulier d'argent et le soulier de bronze désignent respectivement les 2e et 3e meilleurs buteurs de la coupe des confédérations.
| Coupe des confédérations | Soulier d'or    | Buts | Soulier d'argent  | Soulier de bronze     |
| ------------------------ | --------------- | ---- | ----------------- | --------------------- |
| Arabie saoudite 1997     | Romário         | 7    | Vladimír Šmicer   | Ronaldo               |
| Mexique 1999             | Ronaldinho      | 6    | Cuauhtémoc Blanco | Marzouk Al-Otaibi     |
| Corée / Japon 2001       | Robert Pirès    | 2    | Éric Carrière     | Hwang Sun-hong        |
| France 2003              | Thierry Henry   | 4    | Tuncay Şanlı      | Shunsuke Nakamura     |
| Allemagne 2005           | Adriano         | 5    | Michael Ballack   | John Aloisi           |
| Afrique du Sud 2009      | Luís Fabiano    | 5    | Fernando Torres   | David Villa           |
| Brésil 2013              | Fernando Torres | 5    | Fred              | Abel Hernández Neymar |
| Russie 2017              | Timo Werner     | 3    | Leon Goretzka     | Lars Stindl           |

### Ballon d'or
Le ballon d'or désigne le meilleur joueur de la coupe des confédérations. Le ballon d'argent et le ballon de bronze désignent respectivement les 2e et 3e meilleurs joueurs de la coupe des confédérations.
| Coupe des confédérations | Ballon d'or    | Ballon d'argent   | Ballon de bronze  |
| ------------------------ | -------------- | ----------------- | ----------------- |
| Arabie saoudite 1997     | Denílson       | Romário           | Vladimír Šmicer   |
| Mexique 1999             | Ronaldinho     | Cuauhtémoc Blanco | Marzouk Al-Otaibi |
| Corée / Japon 2001       | Robert Pirès   | Patrick Vieira    | Hidetoshi Nakata  |
| France 2003              | Thierry Henry  | Tuncay Şanlı      | Marc-Vivien Foé   |
| Allemagne 2005           | Adriano        | Juan Riquelme     | Ronaldinho        |
| Afrique du Sud 2009      | Kaká           | Luís Fabiano      | Clint Dempsey     |
| Brésil 2013              | Neymar         | Andrés Iniesta    | Paulinho          |
| Russie 2017              | Julian Draxler | Alexis Sánchez    | Leon Goretzka     |

- Aucun joueur n'a été désigné ballon d'or à deux reprises.
- Ronaldinho (1999 et 2005) est le seul joueur à avoir été classé deux fois parmi les trois meilleurs joueurs de la Coupe des confédérations.

### Gant d'or
Le Gant d'or est un trophée remis au meilleur gardien de but de la Coupe des confédérations. Le premier trophée est attribué lors de la Coupe des confédérations 2009.
| Coupe des confédérations | Meilleur gardien |
| ------------------------ | ---------------- |
| Afrique du Sud 2009      | Tim Howard       |
| Brésil 2013              | Júlio César      |
| Russie 2017              | Claudio Bravo    |

### Trophée du Fair-Play de la FIFA
Le Trophée du Fair-Play de la FIFA récompense l'équipe qui fait preuve du plus bel esprit sportif et du meilleur comportement, sur le terrain comme en dehors. Seules les équipes ayant atteint le second tour peuvent être nommées.
| Coupe des confédérations | Prix du fair-play       |
| ------------------------ | ----------------------- |
| Arabie saoudite 1997     | Afrique du Sud          |
| Mexique 1999             | Nouvelle-Zélande Brésil |
| Corée / Japon 2001       | Japon                   |
| France 2003              | Japon                   |
| Allemagne 2005           | Grèce                   |
| Afrique du Sud 2009      | Brésil                  |
| Brésil 2013              | Espagne                 |
| Russie 2017              | Allemagne               |